# بنیامین وس
بنیامین وس (انگلیسی: Benjamin Weß؛ زادهٔ ۲۸ ژوئیه ۱۹۸۵) بازیکن هاکی روی چمن اهل آلمان بود.
وی همچنین برندهٔ جوایزی همچون برگ بوی نقره‌ای شده‌است.
وی در مسابقات کشوری و بین‌المللی در مجموع برندهٔ ۳ مدال طلا شده‌است.